# Gable Garenamotse
Gable Garenamotse (Gumare, 28 februari 1977) is een Botswaans atleet, die is gespecialiseerd in het verspringen. Hij nam tweemaal deel aan de Olympische Spelen, maar behaalde hierbij geen medailles.

## Biografie
In 2002 veroverde Garenamotse een zilveren medaille bij het verspringen op de Gemenebestspelen. Vier jaar later, op de Gemenebestspelen van 2006, was hij opnieuw goed voor een tweede plaats. 
Op de Olympische Spelen van 2004 in Sydney maakte Garenamotse zijn olympisch debuut. Met een beste sprong van 7,78 m kon hij zich niet kwalificeren voor de finale van het verspringen.
Vier jaar later, in 2008, slaagde Garenamotse er opnieuw in zich te kwalificeren voor de Olympische Spelen. Dit keer bereikte hij wel de finale van het verspringen, waarin hij als beste sprong 7,85 liet optekenen. Hiermee eindigde hij op de negende plaats.
In 2008 kwalificeerde Garenamotse zich voor de wereldindoorkampioenschappen, waar hij met een sprong van 7,93 goed was voor een vierde plaats. In 2009 eindigde Garenamotse zevende op de wereldkampioenschappen in Berlijn.

## Persoonlijke records
Outdoor
| Onderdeel          | Prestatie         | Datum            | Plaats   |
| ------------------ | ----------------- | ---------------- | -------- |
| verspringen        | 8,27 (nat. rec.)  | 20 augustus 2006 | Rhede    |
| hink-stap-springen | 16,66 (nat. rec.) | 3 juli 1999      | Gaborone |

Indoor
| Onderdeel          | Prestatie         | Datum           | Plaats     |
| ------------------ | ----------------- | --------------- | ---------- |
| verspringen        | 8,01 (nat. rec.)  | 3 februari 2002 | Cardiff    |
| hink-stap-springen | 15,92 (nat. rec.) | 27 januari 2001 | Birmingham |

## Palmares

### verspringen
Kampioenschappen
- 2002:  Gemenebestspelen – 7,91
- 2002: 8e Afrikaanse kamp. – 7,80
- 2006:  Gemenebestspelen  – 8,17
- 2008: 9e OS – 7,85
- 2008: 4e WK indoor – 7,93
- 2009: 7e WK – 8,06

Golden League-podiumplekken
- 2006:  ISTAF – 8,17 m